# الدوري التشيلي 2021
الدوري التشيلي 2021 المعروف Campeonato PlanVital 2021باسم(خطةكامبيوناتوالحيوية2021 ) لأغراض الرعاية  كان الموسم الواحد والتسعون من الدوري التشيلي الأولدوري الدرجة الأولى لكرة القدم في تشيلي بدأ الموسم في 27مارس وانتهى في 5 ديسمبر 2021.   كان يونيفرسيداد كاتوليكا هو حامل اللقب وفاز بلقبه الرابع على التوالي في المسابقة والسادس عشر بشكل عام بعد الفوز 3-0 خارج أرضه على إيفرتون في 4 ديسمبر 2021 آخر جولة في الموسم. 